# Udana

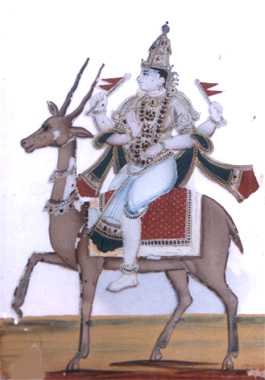
Vayu
Hoofdgod van de Wind

Udana is een van de vijf windgoden van de vooraanstaande God van de Wind, Vayu. De andere vier zijn: Prana, Apana, Samana en Vyana.
Binnen yoga is Udana een van de vijf vitale levensstromen, met een verwijzing naar dezelfde goden uit de hindoeïstische mythologie. Prana wordt ook als gelijkstelling van Vayu gebruikt, waarbij het alle vijf stromen samen vertegenwoordigt. Van deze stromen wordt geloofd dat ze worden opgewekt door het lichaam en alle biologische processen beheersen.
Udana zou de verfijning van de stijgende energie verzorgen en een met de klok meedraaiende energie aanbrengen in de gelaatsuitdrukkingen, het hoofd, de keel, de handen en de voeten. Udana zou de geluiden door de stembanden heen produceren, zoals bij het spreken, zingen, lachen en huilen. Het staat ook voor de bewuste energie ervoor nodig is.